# Marboz
Marboz (prononcer Marbo) est une commune française située dans le département de l'Ain, en région Auvergne-Rhône-Alpes.

## Géographie

### Description
Marboz fait partie de la Bresse et est située à 15 kilomètres au nord de Bourg-en-Bresse.
Cette commune très étendue s'étire sur plus de douze kilomètres dans le sens nord-sud.
Le Sevron la traverse, presque en parallèle avec la route départementale 996 et l'A39.

### Communes Limitrophes
Les communes limitrophes sont Attignat, Bény, Foissiat, Pirajoux, Saint-Étienne-du-Bois, Villemotier, Viriat et Bresse Vallons.

### Climat
Pour des articles plus généraux, voir Climat d'Auvergne-Rhône-Alpes et Climat de l'Ain.
En 2010, le climat de la commune est de type climat océanique dégradé des plaines du Centre et du Nord, selon une étude du CNRS s'appuyant sur une série de données couvrant la période 1971-2000. En 2020, Météo-France publie une typologie des climats de la France métropolitaine dans laquelle la commune est exposée à un climat semi-continental et est dans la région climatique Bourgogne, vallée de la Saône, caractérisée par un bon ensoleillement (1 900 h/an), un été chaud (18,5 °C), un air sec au printemps et en été et des vents faibles.
Pour la période 1971-2000, la température annuelle moyenne est de 11,3 °C, avec une amplitude thermique annuelle de 17,7 °C. Le cumul annuel moyen de précipitations est de 1 090 mm, avec 12,1 jours de précipitations en janvier et 8,2 jours en juillet. Pour la période 1991-2020, la température moyenne annuelle observée sur la station météorologique de Météo-France la plus proche, « Saint-Julien - Sa », sur la commune de Val Suran à 16 km à vol d'oiseau, est de 10,6 °C et le cumul annuel moyen de précipitations est de 1 349,8 mm,. Pour l'avenir, les paramètres climatiques de la commune estimés pour 2050 selon différents scénarios d'émission de gaz à effet de serre sont consultables sur un site dédié publié par Météo-France en novembre 2022.

## Urbanisme

### Typologie
Au 1er janvier 2024, Marboz est catégorisée commune rurale à habitat dispersé, selon la nouvelle grille communale de densité à 7 niveaux définie par l'Insee en 2022.
Elle est située hors unité urbaine. Par ailleurs la commune fait partie de l'aire d'attraction de Bourg-en-Bresse, dont elle est une commune de la couronne,. Cette aire, qui regroupe 80 communes, est catégorisée dans les aires de 50 000 à moins de 200 000 habitants,.

### Occupation des sols

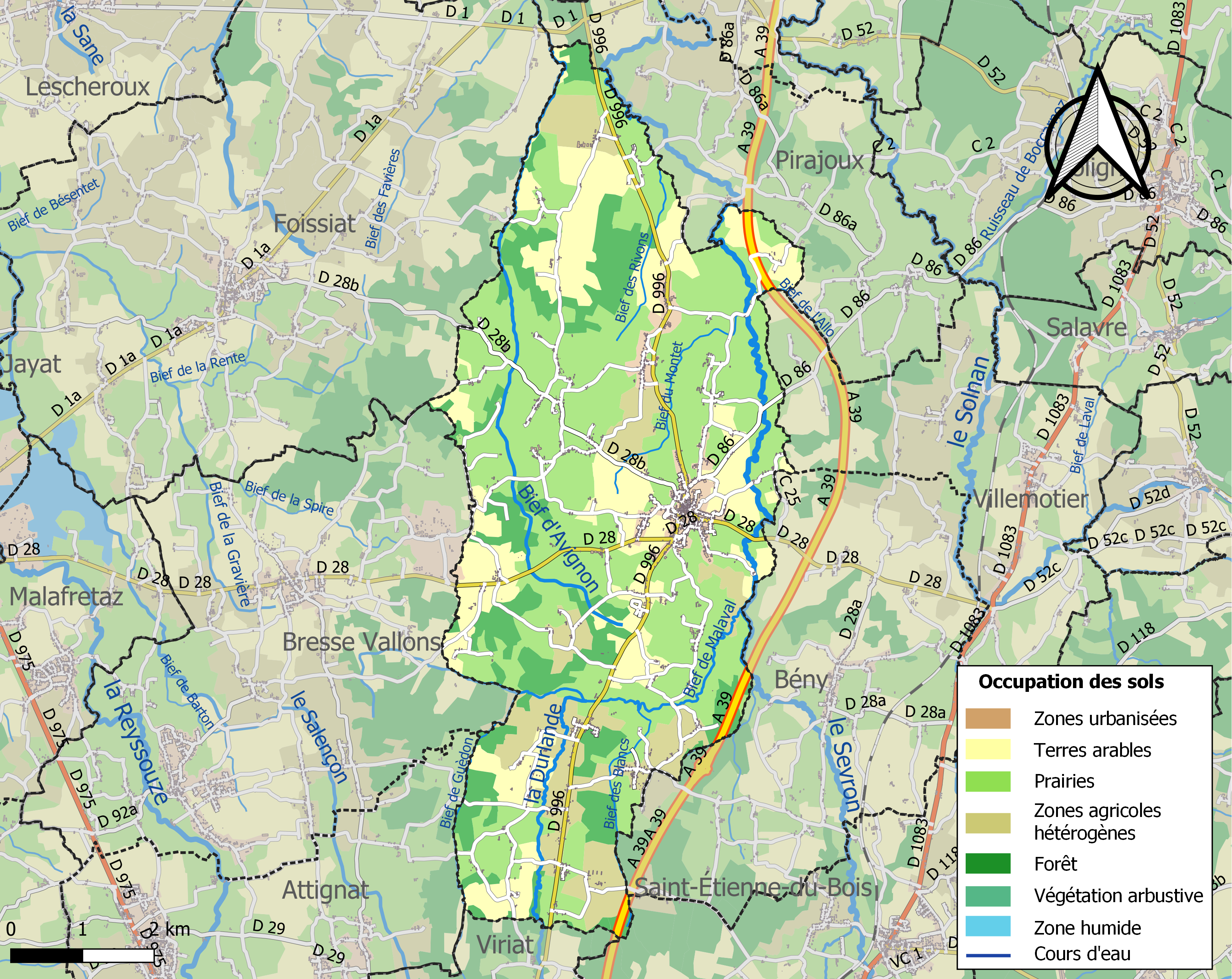
Carte des infrastructures et de l'occupation des sols de la commune en 2018 (CLC).

L'occupation des sols de la commune, telle qu'elle ressort de la base de données européenne d’occupation biophysique des sols Corine Land Cover (CLC), est marquée par l'importance des territoires agricoles (82,9 % en 2018), une proportion sensiblement équivalente à celle de 1990 (83,5 %). La répartition détaillée en 2018 est la suivante : 
prairies (50,8 %), terres arables (20,2 %), forêts (13,7 %), zones agricoles hétérogènes (12 %), zones urbanisées (3,3 %), mines, décharges et chantiers (0,1 %).
L'évolution de l’occupation des sols de la commune et de ses infrastructures peut être observée sur les différentes représentations cartographiques du territoire : la carte de Cassini (XVIIIe siècle), la carte d'état-major (1820-1866) et les cartes ou photos aériennes de l'IGN pour la période actuelle (1950 à aujourd'hui).

### Habitat et logement
En 2018, le nombre total de logements dans la commune était de 1 081, alors qu'il était de 1 060 en 2013 et de 988 en 2008.
Parmi ces logements, 90,4 % étaient des résidences principales, 2,7 % des résidences secondaires et 6,8 % des logements vacants. Ces logements étaient pour 80,3 % d'entre eux des maisons individuelles et pour 16,8 % des appartements.
Le tableau ci-dessous présente la typologie des logements à Marboz en 2018 en comparaison avec celle de l'Ain et de la France entière. Une caractéristique marquante du parc de logements est ainsi une proportion de résidences secondaires et logements occasionnels (2,7 %) inférieure à celle du département (5,5 %) et à celle de la France entière (9,7 %). 73,2 % des habitants de la commune sont propriétaires de leur logement (72,3 % en 2013), contre 62,4 % pour l'Ain et 57,5 % pour la France entière.
| Typologie                                               | Marboz | Ain  | France entière |
| ------------------------------------------------------- | ------ | ---- | -------------- |
| Résidences principales (en %)                           | 90,4   | 86,3 | 82,1           |
| Résidences secondaires et logements occasionnels (en %) | 2,7    | 5,5  | 9,7            |
| Logements vacants (en %)                                | 6,8    | 8,1  | 8,2            |

## Histoire

### Temps modernes

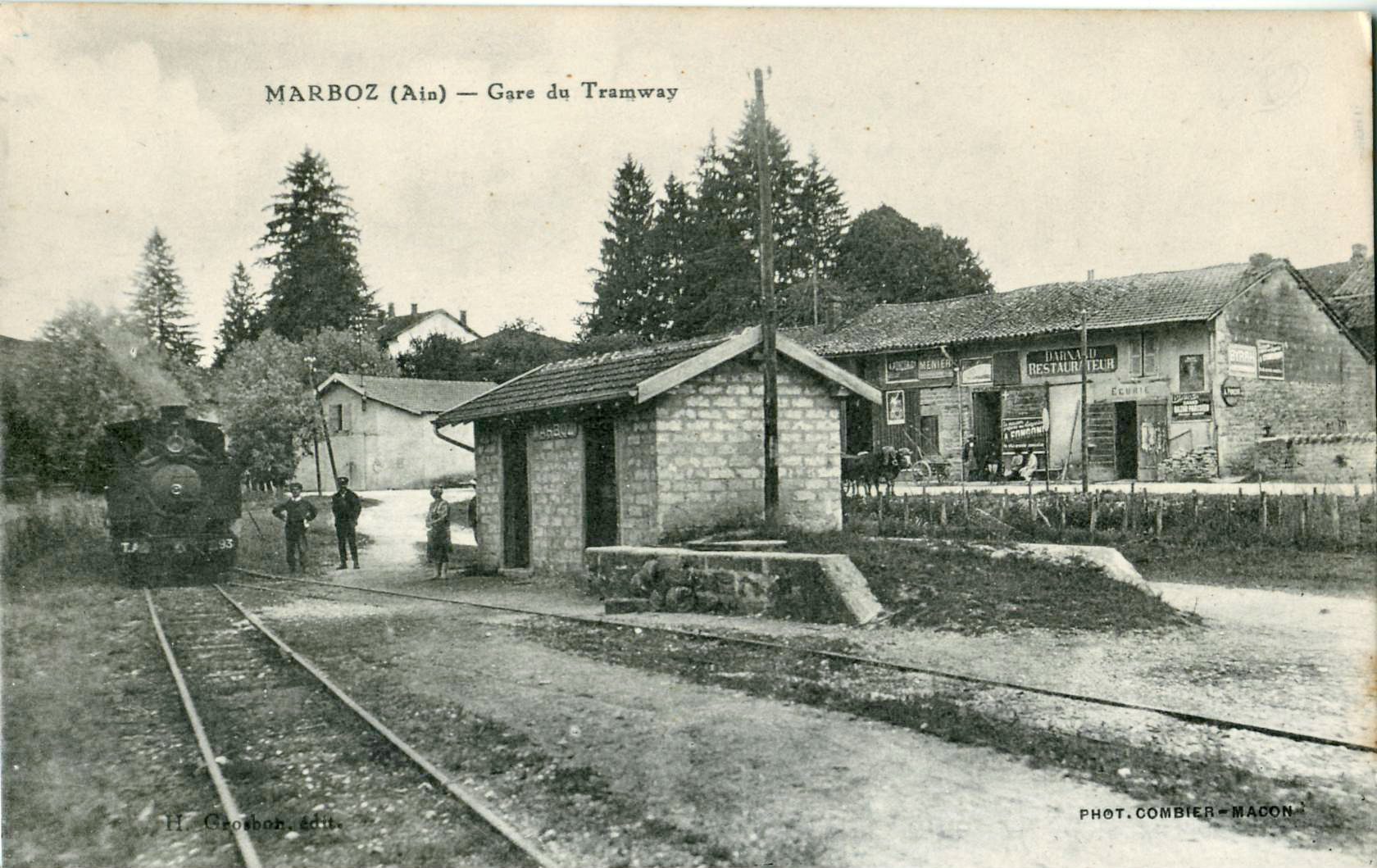
La gare des Tramways de l'Ain au tout début du XXe siècle.

XVIIIe siècle : Melchior-Esprit de La Baume (né en 1679 et décédé à Mâcon le 13 janvier 1740), marquis de Saint-Martin, treizième comte de Montrevel et baron de Lugny, est baron de Marboz. Lui succédera son fils, Florent-Alexandre-Melchior de La Baume (1736-1794), quatorzième comte de Montrevel et dernier seigneur baron de Marboz.

### Époque contemporaine
Le village est desservi de 1914 à 1936 par la ligne Bourg-en-Bresse - Treffort - Montrevel-en-Bresse - La-Madeleine des Tramways de l'Ain, un réseau de chemin de fer secondaire organisé par le département de l'Ain

## Politique et administration

### Rattachements administratifs et électoraux

#### Rattachements administratifs
La commune se trouve dans l'arrondissement de Bourg-en-Bresse du département de l'Ain.
Elle faisait partie depuis 1802 du canton de Coligny. Dans le cadre du redécoupage cantonal de 2014 en France, cette circonscription administrative territoriale a disparu, et le canton n'est plus qu'une circonscription électorale.

#### Rattachements électoraux
Pour les élections départementales, la commune fait partie depuis 2014 du canton de Saint-Étienne-du-Bois
Pour l'élection des députés, elle fait partie de la première circonscription de l'Ain depuis le dernier découpage électoral de 2010.

### Intercommunalité
Marboz était membre de la petite communauté de communes du canton de Coligny, un établissement public de coopération intercommunale (EPCI) à fiscalité propre créé fin 1994 et auquel la commune avait transféré un certain nombre de ses compétences, dans les conditions déterminées par le code général des collectivités territoriales.
Dans le cadre des dispositions de la loi portant nouvelle organisation territoriale de la République du 7 août 2015, qui prévoit que les établissements publics de coopération intercommunale (EPCI) à fiscalité propre doivent avoir un minimum de 15 000 habitants, cette intercommunalité a fusionné avec ses voisines  pour former, le 1er janvier 2017, la communauté d'agglomération du Bassin de Bourg-en-Bresse, dont est désormais membre la commune.

### Distinctions et labels
En 2014, Marboz est labellisée « ville fleurie » avec « trois fleurs » attribuées par le Conseil national des villes et villages fleuris de France au concours des villes et villages fleuris.

## Population et société

### Démographie
L'évolution du nombre d'habitants est connue à travers les recensements de la population effectués dans la commune depuis 1793. Pour les communes de moins de 10 000 habitants, une enquête de recensement portant sur toute la population est réalisée tous les cinq ans, les populations de référence des années intermédiaires étant quant à elles estimées par interpolation ou extrapolation. Pour la commune, le premier recensement exhaustif entrant dans le cadre du nouveau dispositif a été réalisé en 2006.

En 2022, la commune comptait 2 262 habitants, en évolution de +1,62 % par rapport à 2016 (Ain : +5,15 %, France hors Mayotte : +2,11 %).
| 1793  | 1800  | 1806  | 1821  | 1831  | 1836  | 1841  | 1846  | 1851  |
| ----- | ----- | ----- | ----- | ----- | ----- | ----- | ----- | ----- |
| 2 973 | 2 574 | 2 502 | 2 348 | 2 330 | 2 411 | 2 664 | 2 620 | 2 580 |

| 1856  | 1861  | 1866  | 1872  | 1876  | 1881  | 1886  | 1891  | 1896  |
| ----- | ----- | ----- | ----- | ----- | ----- | ----- | ----- | ----- |
| 2 560 | 2 507 | 2 533 | 2 556 | 2 533 | 2 550 | 2 614 | 2 602 | 2 558 |

| 1901  | 1906  | 1911  | 1921  | 1926  | 1931  | 1936  | 1946  | 1954  |
| ----- | ----- | ----- | ----- | ----- | ----- | ----- | ----- | ----- |
| 2 541 | 2 556 | 2 575 | 2 201 | 2 201 | 2 060 | 2 052 | 2 010 | 1 855 |

| 1962  | 1968  | 1975  | 1982  | 1990  | 1999  | 2006  | 2011  | 2016  |
| ----- | ----- | ----- | ----- | ----- | ----- | ----- | ----- | ----- |
| 1 733 | 1 680 | 1 701 | 1 926 | 2 026 | 2 164 | 2 195 | 2 185 | 2 226 |

| 2021  | 2022  | - | - | - | - | - | - | - |
| ----- | ----- | - | - | - | - | - | - | - |
| 2 268 | 2 262 | - | - | - | - | - | - | - |

### Manifestations culturelles et festivités
Marboz compte deux fêtes patronales :
- La féria qui se déroule fin juillet ;
- La Saint-Crépin qui se déroule en automne. Cette fête était l'occasion d'une foire aux "commis", apprentis ouvriers agricoles.

### Sports et loisirs
L'ESB Marboz est le club de football de Marboz. Il a été créé en 1966 par Fernand Piguet. Il débute au niveau le plus bas (4e série de Bresse) avec 2 équipes de seniors pour monter en honneur régional.

### Vie associative
L'association ACOST milite pour la qualité de vie des habitants[réf. nécessaire].

## Économie

### Gisement de sel et stockage de gaz naturel
L'usine chimique Solvay de Tavaux  dans le Jura, a exploité, à partir de 1930, un important gisement souterrain de sel à Poligny (Jura).
À partir de 1977, c'est de la saumure diluée, pompée à Étrez (Ain), qui a servi à la dissolution dans le sous-sol. Le gisement s'épuisant, cette saumure est envoyée, depuis 2007 (par saumoduc), vers le gisement de sel découvert à Marboz où sont exploitées 2 couches :
- la couche supérieure (entre 750 m et 1120 m de profondeur) dite couche de Marboz  exploitée par Solvay.
- la couche inférieure (entre 1300 m et 1960 m de profondeur) ou couche d’Étrez utilisée par Storengy, filiale d'Engie, comme réservoir de stockage de gaz[Note 4].

Un autre saumoduc, long de 110 kilomètres, relie Marboz à Tavaux où le sel est extrait et transformé. Quotidiennement, les 7 000 m3 de saumure saturée arrivant à l'usine, fournissent 2 000 tonnes de sel.

### Commerces
Marboz compte quelques commerces.

## Culture locale et patrimoine

### Lieux et monuments

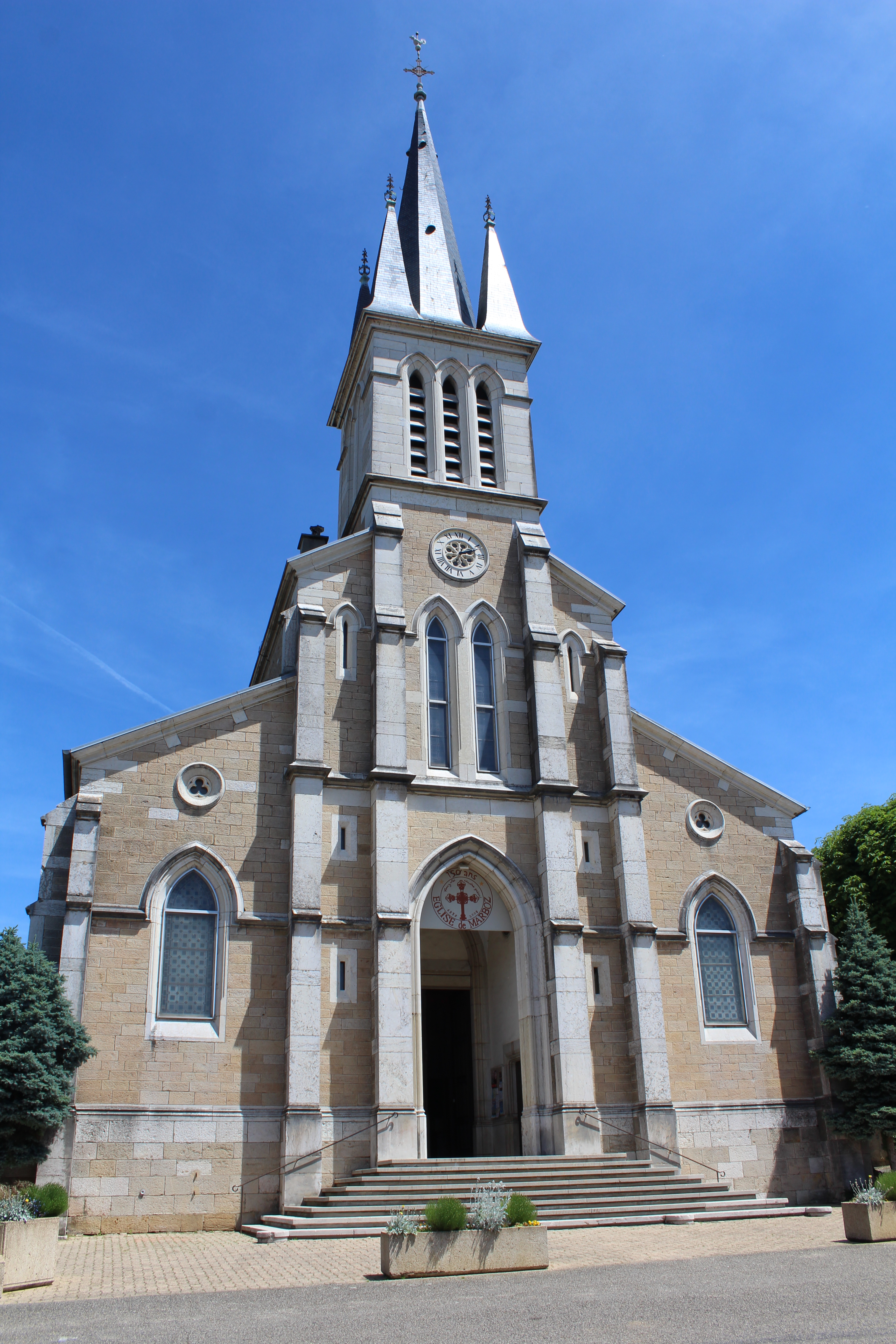
Église Saint-Martin.

- Église Saint-Martin, restaurée en 1859.
- Chapelle des Couhardes.
- Motte dite « poype des Devins »[22].
- Anciennes maisons fortes de Malatrait citée au XVe siècle, et de Malval citée en 1277[22].

### Personnalités liées à la commune
- Claude Marie Joseph Dumarché-Bolozon, homme politique, né le 29 octobre 1765 à Marboz (Ain) et mort le 6 décembre 1849 à Bourg-en-Bresse (Ain).
- Joseph Pochon, ancien sénateur de l'Ain, (IIIe République), né le 7 juin 1840, élu le 13 janvier 1901, décédé au cours de son second mandat le 13 décembre 1908.
- Louis Robin, député de l'Ain, est né à Marboz en 1923.

## Pour approfondir